# Океанаріум

Акваріум Джорджії

Океана́ріум (фр. Oceanarium), або океана́рій — водоймище, басейн, обладнані для утримання морських тварин і риб з метою спостереження за ними та їх вивчення; науково-освітня установа (як правило, некомерційна); музей живої морської природи. У ряді країн часто має назву «акваріум», наприклад «Акваріум Джорджії» в США.

## Термін
Термін «океанаріум» французького походження, який означений не дуже чітко. Загалом океанаріум, на відміну від акваріума, вирізняється більшими масштабами та в ньому показують насамперед морських істот відкритого моря, а не узбережжя. Та нерідко в деяких країнах використовується назва «акваріум», навіть коли йдеться про відповідний заклад, що перевершує масштабами інші «океанаріуми» (пор. назви океанаріумів у Австралії чи Новій Зеландії). Натомість менші заклади такого типу, очевидно, заради більшої привабливості, іменують «океанаріумами» (пор. нижче заклади України чи Росії).
Океанаріум може представляти два типи океанографічних установ:
- парки морських ссавців (англ. Marine mammal park)
- публічні морські акваріуми (англ. public aquarium)

Як правило, в океанаріумах є декілька басейнів різного об'єму. В невеликих океанаріумах утримують маленьких риб і безхребетних, а для спостереження за їх мешканцями одну з бокових стінок роблять прозорою. В великих океанаріумах поміщають великих риб, черепах, ластоногих, сирен, китоподібних.
Існують океанаріуми, в яких влаштовують виступ з участю дресированих дельфінів та ластоногих. В деяких океанаріумах ведуться наукові досліди.
Заради комерційної вигоди океанаріуми деколи розміщують в складі великого торгово-розважального комплексу.

## Парки морських ссавців
Перший відомий океанаріум, що називався «Marine Studios», був заснований у 1938 році в Сент-Августині (Флорида). Згодом цей океанаріум дістав назву «Флоридський Марінленд».
1977 року в Гонконзі відкрився океанаріум «Океанський парк Гонконга», що тривалий час вважався найбільшим у світі. 22 листопада 2012 року у Сінгапурі відкрився океанаріум Парк Марін Лайф, що за масштабами перевершив «Океанський парк Гонконга».

## Поширення
Більшість океанаріумів розташовані в прибережних районах.
За регіонами та країнами публічні океанаріуми, великі акваріуми й подібні установи розподіляються таким чином:
- Європа:

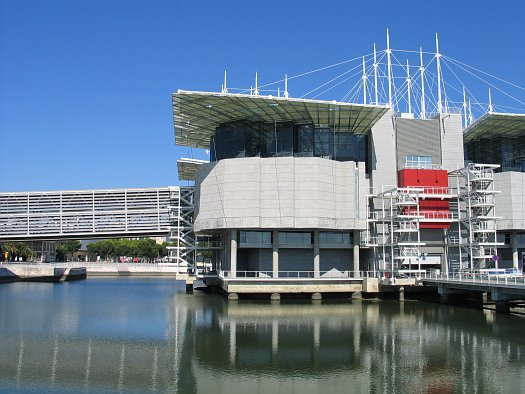
Лісабонський океанаріум

За кількістю та розміром публічних акваріумів в Європі провідні місця займають Франція, Велика Британія та Німеччина. Великі океанаріуми існують також в таких країнах, як Італія, Іспанія, Данія, Голландія та Швейцарія.
В Україні океанаріуми є в Одесі, Харкові та Донецьку.
- Північна Америка:

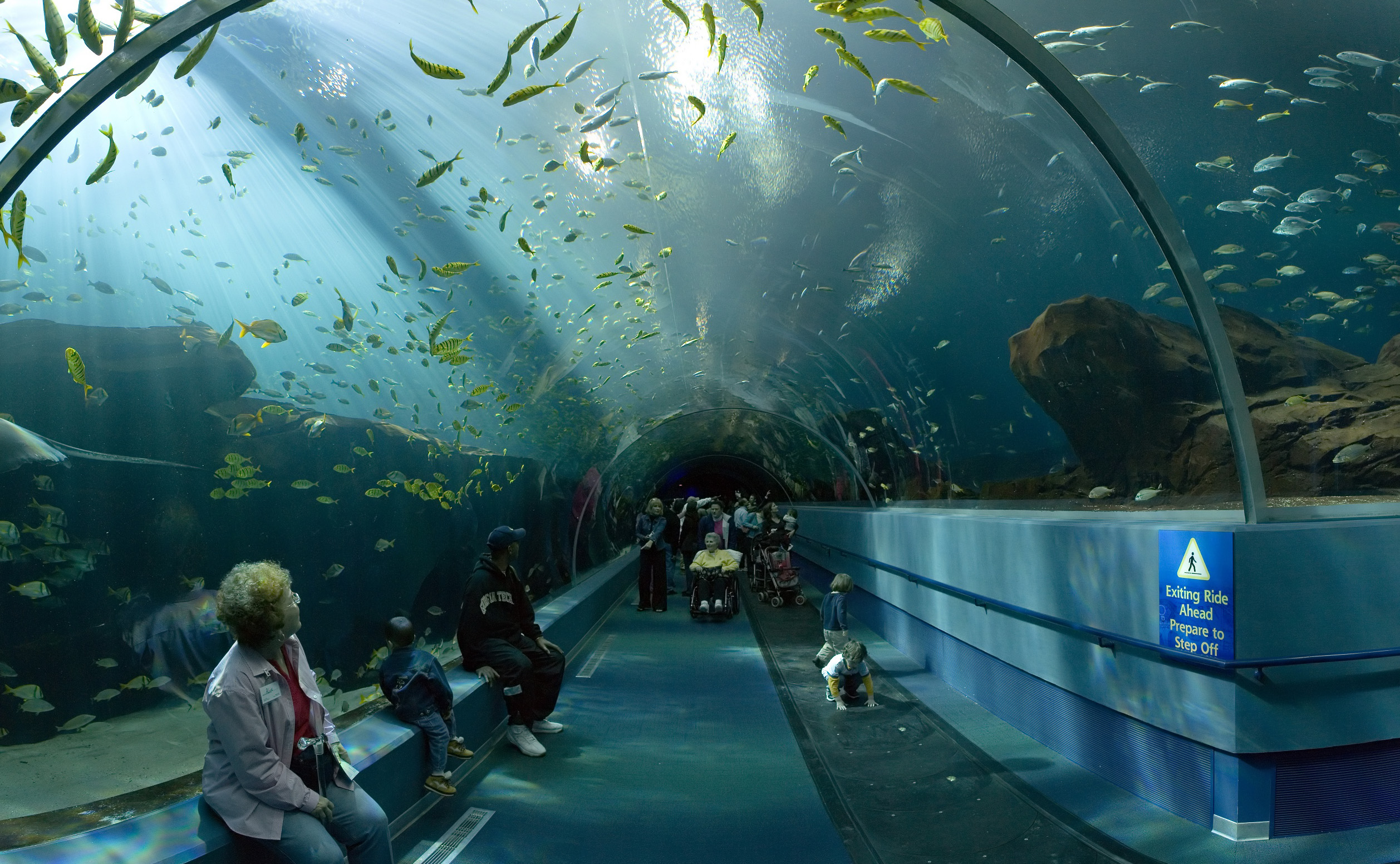
У тунелі публічного акваріума Georgia Aquarium, Атланта, США

У Північній Америці океанаріуми найкраще розвинуті у США.
- Центральна і Південна Америка:

У Латинській Америці найбільше океанаріумів розташовано у Мексиці, на Кубі та в Колумбії.
- Азія:

Дві третини азійських акваріумів розташовані в Японії. На другому місці Китай. В столиці Казахстану розташована єдиний в Центральній Азії океанаріум.
В Росії існує сім океанаріумів, частина яких насправді є публічними акваріумами:
- МУП морський музей-океанаріум[2] «Аквамір»[3] при Тихоокеанському науково-дослідному рибогосподарському центрі[4] у Владивостоці (1991)
- Мурманський океанаріум (1991)
- «Планета Нептун» в Санкт-Петербурзі (2006)
- Геленджицький океанаріум (2007)
- «Акулячий риф» в Єйську[5] (2009)
- Сочинський океанаріум (2009)
- Воронезький океанаріум (2011)
- «Москвариум» у Москві - найбільший океанаріум в Європі (2015)[6]

Почалося будівництво океанаріуму в Москві і нового близько Владивостока на острові Російський (частина програми АТЕС-2012)
- Африка:

В Африці найбільше океанаріумів є в ПАР.
- Австралія та Океанія:

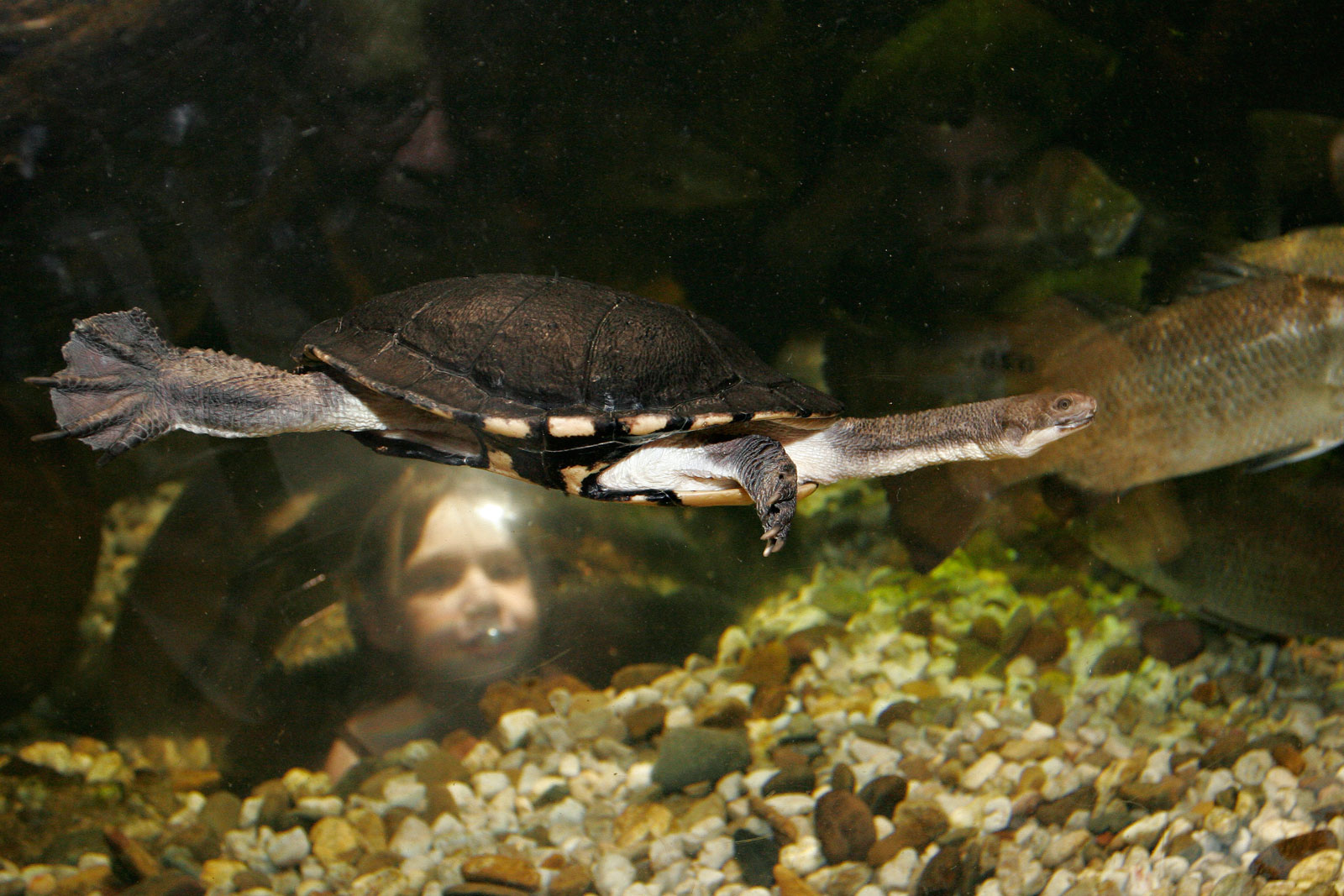
Океанаріум, Мельбурн

- - Австралія: Мельбурнський океанаріум, Сіднейський акваріум, Квінслендський підводний світ.
  - Нова Зеландія: Національний акваріум Нової Зеландії.